# Evelyn Bliss
Evelyn Bliss (* 14. Juni 2005) ist eine US-amerikanische Leichtathletin, die sich auf den Speerwurf spezialisiert hat.

## Sportliche Laufbahn
Evelyn Bliss wuchs in Rimersburg auf und absolviert seit 2023 ein Studium an der Bucknell University. Im selben Jahr gewann sie bei den Panamerikanischen-U20-Meisterschaften in Mayagüez mit einer Weite von 52,73 m die Silbermedaille. Im Jahr darauf gewann sie bei den U20-Weltmeisterschaften in Lima mit 54,01 m die Bronzemedaille und 2025 gewann sie bei den World University Games in Bochum mit 57,37 m die Silbermedaille hinter der Türkin Esra Türkmen.
2025 wurde Bliss US-amerikanische Meisterin im Speerwurf.